# Ďavolska reka
Ďavolska reka (bulharsky Дяволска река) je řeka na jihovýchodě Bulharska v Burgaské oblasti, která pramení v Strandžkých horách. Protéká městem Primorsko a v něm se vlévá do Černého moře.

## Popis toku
Řeka pramení v nadmořské výšce 440 metrů pod názvem Dudenska reka na svazích hřebene Bosna, nejsevernější části pohoří Strandža, jihovýchodně od hory Čukara (466 m). Do obce Jasna Poljana protéká severovýchodním směrem v zalesněném údolí. Asi 2 km před touto obcí je postavena přehradní hráz a vytváří na řece vodní nádrž. Za obcí se řeka otáčí na východ a odtud do ústí tvoří široké bažinaté údolí. Její koryto je v této části toku regulováno bočními hrázemi. Dále pokračuje do Ďábelského zálivu (bulharsky Дяволски залив) na pobřeží Černého moře v katastru města Primorsko. V důsledku pohybu zemské kůry se ústí zanáší a řeka před ním vytváří bažinu (Дяволско блато), která je zarostlá rákosím.

## Povodí
Hranice povodí, jsou následující:
- sever a západ - povodí řeky Ropotamo
- jihozápad - horský hřeben Bosna, malá část povodí řeky Veleka
- jih a jihovýchod - povodí řeky Karaagač

Plocha povodí je 133 km².

## Přítoky
Hlavní přítoky: (→ levý přítok, ← pravý přítok)
- → Strašnev dol (Страшнев дол)
- → Požarsko (Пожарско)
- → Osičovska reka (Осичовска река)
- → Bivolarsko dere (Биволарско дере) - ústí do nádrže Jasna Poljana
- ← Kravarsko dere (Краварско дере) - ústí do nádrže Jasna Poljana
- ← Stomaniški dol (Стоманишки дол) - ústí do nádrže Jasna Poljana
- ← Zelenikovska reka (Зелениковска река) - největší přítok; 15,9 km
- ← Gjurgendere (Гюргендере)

## Další údaje
Řeka má výrazné maximum v zimě - leden a únor a minimum v létě - srpen, v té době na středním toku často vysychá. Voda z přehradní nádrže se používá k zásobování pitnou vodou téměř všech sídel na jižním pobřeží Černého moře, stejně jako pro zavlažování zemědělské půdy.
Podél řeky se rozkládají dvě sídla: obec Jasna Poljana a město Primorsko. Vody řeky jsou obývány a tloušti, sumci, candáty a jinými druhy a jsou předmětem rybolovu.